# ArmA II
ArmA II è un videogioco sparatutto in prima persona tattico pubblicato per Windows nel 2009, sviluppato da Bohemia Interactive Studio, successore del precedente capitolo Armed Assault. Annunciato nell'agosto 2007 a Lipsia, ArmA II è ambientato in un'unica mappa di circa 240 km², grazie al nuovo motore grafico Real Virtuality 3, versione evoluta di quello utilizzato in Operation Flashpoint e nello stesso Armed Assault. Un sequel, ArmA III, è stato pubblicato nel 2013.

## Trama
Il gioco è ambientato nella Repubblica di Chernarus (nome fittizio, ma il territorio è stato costruito da immagini satellitari reali) chiaramente ispirata ai territori dell'ex Unione Sovietica. Attraverso questi territori, il giocatore prenderà il controllo del RazorTeam, appartenente ai Marine statunitensi e guidati dal sergente Cooper, il protagonista della storia.

### Antefatto
La campagna giocatore singolo di ARMA 2 si svolge alla fine del 2009, nella provincia di South Zagoria nella regione nord-orientale dello stato immaginario post-sovietico di Chernarus, così come la remota isola di Utes. Circa 225 chilometri quadrati del Sud Zagoria si basano sulle attuali foto satellitari della regione del České Středohoří della Boemia centrale, nel nord della Repubblica Ceca. La posizione esatta utilizzata è la zona remota tra Děčín e Ústí nad Labem.
Il Chernarus è in uno stato di agitazione politica, con il suo governo democratico che cerca di evitare di essere rovesciato dai ribelli filo-comunisti. Tra il più potente di questi gruppi ribelli vi è il "Movimento della Stella Rossa del Chernarus " (Chernarusskiy Dvizheniye Krasnoy Zvezdy), abbreviato in ChDKZ. Denominato dai locali come i "Chedakis", il ChDKZ sono guidati da un rivoluzionario comunista di nome Gregori "Akula" (in italiano: lo squalo) Lopotev. Dopo molti mesi di guerra civile, il ChDKZ non riesce a rovesciare l'attuale governo e stabilire la Repubblica socialista del Chernarus.
Il governo del Chernarus chiede alla comunità internazionale assistenza militare per sconfiggere i ribelli, e gli Stati Uniti rispondono con l'invio di un corpo di spedizione d'assalto della marina statunitense al largo della costa del Chernarus, nella speranza che una presenza di un gruppo anfibio con centinaia di marines americani di stanza a bordo avrebbe abbassato le tensioni nella zona. Tuttavia, il ChDKZ rimane imperterrito, e alla fine del 2009 il ChDKZ lancia un colpo di stato contro il governo Chernarus, prendendo il controllo della provincia nord-orientale del Sud Chernarus di Zagoria. Questo ha causato la ritirata delle rimanenti forze militari del Chernarus nella città dell'entroterra di Zelenogorsk.
Il 21 settembre del 2009, come parte del loro colpo di stato, i ChDKZ invadono l'isola di Utes (sede di una base di addestramento militare dell'esercito regolare). Sopraffatte, le rimanenti forze militari del Chernarus si raggruppano in una chiesa nel villaggio Utes dell'isola di Strelka, nel tentativo di controbattere il tenace attacco del ChDKZ. Al termine della battaglia le forze militari del Chernarus sull'isola sono stati sopraffate dall'assalto di massa, e l'isola cadde in mano ai ChDKZ. Di conseguenza, i Marines, che operano nella vicina portaerei Wasp-class, USS Khe Sanh (LHD-9), lanciano un'invasione anfibia per liberare l'isola dalle forze ChDKZ. Poco dopo lo sbarco dei Marines statunitensi sull'isola, i ChDKZ sono stati messi in fuga, e Utes è libera.
Pochi giorni dopo la liberazione di Utes, i marines americani a bordo della USS Khe Sanh (LHD-9) sono pronti per operazioni su vasta scala sulla terraferma del Chernarus, perciò danno inizio all'operazione "Mietitura Rossa", il cui scopo è quello di porre fine alla guerra civile in Chernarus e rigarantire la sovranità al governo rovesciato. Ufficialmente, i Marines degli Stati Uniti agiscono come forza di pace. In realtà, sono lì per catturare la guida del ChDKZ "Akula", e per aiutare a sconfiggere il ChDKZ una volta per tutte.

### Eventi
In preparazione per l'operazione Raccolto Rosso, gli elementi della U.S. Marine Corps' Force Recon sono schierati dietro le linee nemiche nel Chernarus, per indebolire difese costiere ChDKZ per l'invasione delle forze di terra dei Marines. Tra la forze di ricognizione c'è la squadra Razor, uno speciale gruppo operativo di cinque uomini, composto dal protagonista, il sergente maggiore Matt "Coops" Cooper, secondo in comando, e dalla guida del gruppo, il sergente Patrick "Eightball" Miles.
La missione della Razor è di condurre un raid sulla cittadina di Pusta, per disturbare le comunicazioni ChDKZ in preparazione per la invadadente Marine Expeditionary Unit. Durante il raid su Pusta, la squadra salva un paio di vittime torturate dai ChDKZ, per poi scoprire una fossa comune, rivelando che i ChDKZ stanno conducendo atti di genocidio e sono colpevoli di crimini di guerra in Sud Zagoria. Dopo il raid su Pusta, la Razor ha il compito di aiutare ad unire i militari Chernarus (CDF) con il Partito nazionale (NAPA) i quali hanno formato una milizia indipendente, i quali sono guidati da un uomo di nome Prizrak. Originariamente ostili gli uni agli altri all'inizio, successivamente la loro collaborazione aiuterà a ristabilire la pace nel Chernarus.
Mentre la guerra civile in Chernarus infuria, si verifica un attentato terroristico nel mezzo della Piazza Rossa a Mosca, uccidendo decine di persone e ferendone altre centinaia. I ChDKZ accusano il partito nazionale, che fa sì che la Federazione Russa, già diffidente nei confronti della presenza di forze statunitensi che operano vicino al suo confine, chieda il ritiro incondizionato delle forze statunitensi dal Chernarus. La Federazione Russa propone al Consiglio di sicurezza delle Nazioni Unite che gli Stati Uniti ritraggano le proprie forze da Chernarus che i russi affermano stanno inasprendo il conflitto. Il mandato degli Stati Uniti nel Chernarus scade, e le forze statunitensi si ritirano rapidamente dal paese. Poco dopo il ritiro degli Stati Uniti, la Federazione Russa invia un contingente di pace col supporto delle Nazioni Unite nel Sud Zagoria, per sostituire le forze degli Stati Uniti. Tuttavia, nella confusione, la squadra Razor è lasciata indietro, mentre il resto delle forze degli Stati Uniti sono intente ritiirarrsi dal paese. Più tardi, si scopre che l'attentato terroristico della Piazza Rossa era in realtà un'operazione sotto falsa bandiera commessa dai ChDKZ per dipingere il partito nazionalista come terroristi. La squadra Razor ha ora il compito di trovare prove che evidenzino il coinvolgimento del ChDKZ nel bombardamento della Piazza Rossa, e l'innocenza del partito nazionalista.
La campagna di ARMA 2 contiene più finali differenti, che dipendono da una serie di diversi fattori; anche se la squadra Razor non elimina Prizrak, il quale si oppone all'alleanza tra il governo del Chernarus e il Partito nazionale, e non arresta di Gregori "Akula" Lopotev. I finali della campagna spaziano dalla vittoria per il giocatore o per sconfitta, dalla completa eliminazione della Razor sino al ChDKZ vittorioso.

## Personaggi
- Sergente Maggiore Patrick "Eightball" Miles - è il capo della squadra Razor; suo padre è un politico della California ed avvocato.
- Sergente Maggiore Matt "Coops" Cooper - Il personaggio impersonato del giocatore per tutta la campagna singolo. Lui è un anziano NCO laureato a New York City, che ha lasciato il college per intraprendere una carriera nelle forze armate; ricopre il ruolo di secondo in comando della squadra Razor.
- Il sergente Chad "Robo" Rodriguez - Un orfano con un'infanzia da delinquente, serve come artigliere pesante della squadra Razor.
- Il sergente Randy "Ice Cold" Sykes - Viene dal Texas e serve come tiratore designato della squadra Razor.
- Il sergente Brian "Scarlett" O'Hara - È di San Francisco, California. Ha servito precedentemente come barelliere nella U.S Navy; ricopre ora il ruolo di medico da battaglia nella squadra Razor.
- Il capitano Shaftoe - comandante delle Forze da Ricognizione. La squadra Razor è sotto il suo comando.
- Il capitano Carl Dressler, MCIA - Assiste Shaftoe.
- Il tenente Tomas Marny - Un soldato CDF (forze di difesa del Chernrus) che assiste Shaftoe[5][6].

## Sviluppo
ARMA 2 trae il suo nome dal latino "Arma". A causa del fatto che i giochi precedenti della serie sono stati chiamati Armed Assault, ARMA 2 è spesso indicato come Armed Assault 2, anche se questa denominazione è sbagliata, anche se il titolo di ARMA 2 è stilizzato come ArmA II, in quanto è un omaggio al gioco precedente della serie, poiché il titolo del gioco è una leggera contrazione di Armed Assault.
Durante lo sviluppo, Bohemia Interactive ha dichiarato alla Electronic Entertainment Expo che ARMA 2 sarebbe stato " un gioco con componenti ruolistiche", con eventi in-gioco che interessano il personaggio così come l'intera campagna. Ad esempio terrorizzando i personaggi non giocabili si porterebbe perdere la loro fiducia, a punto tale da portare la vittima a dare informazioni preziose alle forze nemiche. L'intera campagna può anche essere giocata in multigiocatore con una modalità cooperativa online fino a quattro giocatori.

### Tecnologia
ARMA 2 utilizza la terza generazione del motore di gioco Real Virtuality, sviluppato per oltre 10 anni prima del rilascio del gioco, le versioni precedenti sono state utilizzate nei simulatori militari in tutto il mondo. Questo motore ha il pieno supporto per le DirectX 9 (Shader Model 3). È dotato di realistici cicli giorno-notte, tempo mutevole, nebbia e visibilità ridotte, e una distanza di visualizzazione che arriva ad un massimo di 15 chilometri. Ogni arma spara proiettili con effetti balistici reali, tra i quali caduta del proiettile e penetrazione dei materiali diversificata. In questo modo con ogni sistema d'arma nel gioco non è "garantito" un centro: solo dopo che il motore ha simulato l'evento è possibile determinare se un dato proiettile o missile ha colpito il bersaglio. Il numero di unità dispiegabili contemporaneamente è limitato principalmente dalle prestazioni del computer. Questo permette una vasta gamma di scenari da riprodurre, dalle azioni di piccole unità fino a battaglie su larga scala. Quasi tutti gli eventi del gioco sono definiti dinamicamente, tra cui i dialoghi e le scelte della IA su come valutare e rispondere alle situazioni specifiche nel mondo di gioco: scenari uguali di rado si svolgono allo stesso modo due volte, anche se una fazione con un vantaggio schiacciante tenderà a vincere costantemente. Il giocatore può scegliere di ruotare la testa indipendentemente da dove punta l'arma a differenza della maggior parte degli sparatutto in cui la vista è fissata sull'arma. Questo permette ai giocatori di guardare a destra e a sinistra durante la corsa per mantenere consapevolezza del campo di battaglia o semplicemente per guardarsi intorno senza dover abbassare o spostare la loro arma.
ARMA 2 offre un campo di battaglia con tutti i dati necessari caricati in background, senza interruzioni con schermate di caricamento. Tuttavia ci sono schermate di caricamento tra gli episodi e le missioni. Al fine di incrementare l'immersione nel gioco, ARMA 2 è dotato di una funzione opzionale "battaglia ambientale", in cui il mondo attorno al giocatore può essere automaticamente popolato da unità amiche e nemiche che si impegneranno in combattimento.

## Mod
ARMA 2, come i suoi predecessori, ha un ampio supporto per il modding. Gli sviluppatori hanno rilasciato una suite completa di strumenti per modificare e creare nuovi contenuti per ARMA 2. Il RealVirtuality include un linguaggio di scripting integrato che spazia da comandi per l'IA, creare interruttori e punti di passaggio, e aggiungere effetti post-processo.

## Espansioni
| Nome                               | Rilascio         | Tipo                  | Fonte        | Note                                                                       |
| ---------------------------------- | ---------------- | --------------------- | ------------ | -------------------------------------------------------------------------- |
| Arma 2: Operation Arrowhead        | 29 giugno 2010   | Espansione Standalone | DVD Download | Nuova campagna con nuova ambientazione nella nazione fittizia del Takistan |
| Arma 2: Combined Operations        | 29 giugno 2010   | Espansione Standalone | DVD Download | Arma 2 + Arma 2: Operation Arrowhead                                       |
| Arma 2: British Armed Forces       | 26 agosto 2010   | Espansione            | Download     | Aggiunge unità dell Forze Armate Britanniche                               |
| Arma 2: Private Military Company   | 30 novembre 2010 | Espansione            | Download     | Aggiunge unità delle Compagnie militari private                            |
| Arma 2: Reinforcements             | 1º aprile 2011   | Espansione Standalone | DVD Download | Aggiunge British Armed Forces + Private Military Company                   |
| Arma 2: Army of the Czech Republic | 1º agosto 2012   | Espansione            | Download     | Aggiunge unità delle Forze Armate Ceche                                    |